# 三埤車站
三埤車站是位於臺灣高雄市路竹區、隸屬於臺灣鐵路管理局縱貫線的一座鐵路車站，現在已經遭到廢止。

## 歷史
最早於1950年時，臺灣省議會議員朱萬成、黃占岸、黃國秀和朱清景等人則提議在三埤車站設置簡易候車室以及安排售票員等措施。其後在1953年3月1日時，臺灣鐵路管理局為了便利旅客乘車而在路竹車站與岡山車站間增設三埤車站，該車站等級為招呼站並且只停靠汽油客車。然而由於營運期間由於乘客人數相對稀少以及搭配台鐵柴油客車停駛之政策，大約在1970年至1971年時三埤車站遭到裁撤，不過廢站後部份月臺仍然被保存下來。

## 使用
三埤車站營運時為不派遣鐵路車站員工駐守以及協助辦理行車業務的招呼站，並且僅供汽油客車和柴聯車停靠。三埤車站本身是一個地面車站，而主要結構為兩座分別位於平交道兩側的側式月台，到了今日儘管遭到裁撤後仍然能夠分辨水泥磚造的月臺遺跡。另外三埤車站的月臺還設計成位於平交道兩側，其中海側月臺位於平交道北方、而山側月臺則位於平交道南方。